# Bob Dunn
Bob Dunn (né le 5 mars 1908 et le mort le 31 janvier 1989 à Summit) est un auteur de bande dessinée américain spécialisé dans le comic strip.
En 1946, il lance Just the Type tout en assistant Jimmy Hatlo sur ses populaires séries They'll Do It Every Time (un single panel strip) et Little Iodine. Si Just the Type n'a pas beaucoup de succès, King Features Syndicate la distribue en récompense des efforts de Dunn sur les séries de Hatlo. À la mort de celui-ci, en 1963, Dunn doit abandonner sa série pour reprendre They'll Do It Every Time (avec Al Scaduto) et Little Iodine (avec Hy Eisman). Il travaille sur celles-ci jusqu'à sa mort en 1989.

## Prix et récompenses
- 1958 : Té d'argent de la National Cartoonists Society (NCS)
- 1969-70 : Prix du dessin humoristique (journal) de la NCS pour They'll Do It Every Time
- 1976 : Prix Reuben pour They'll Do It Every Time
- 1976 : Prix Elzie Segar de la NCS
- 1980 : Prix du dessin humoristique (journal) de la NCS pour They'll Do It Every Time